# Zhang Xiaoya
Zhang Xiaoya (Chengdu, 4 ottobre 1992) è una pallavolista cinese.
Gioca nel ruolo di centrale nel Sichuan Nuzi Paiqiu Dui.

## Carriera
La carriera professionistica di Zhang Xiaoya inizia quando all'età di undici anni entra a parte del settore giovanile del Sichuan Nuzi Paiqiu Dui, dove gioca per sei annate; nel 2009 partecipa con la selezione Under-18 al campionato mondiale di categoria.
Nella stagione 2009-10 approda in prima squadra, debuttando nella Volleyball League A, classificandosi in ottava posizione, per poi non riuscire a fare molto meglio nelle annate seguenti; in questo periodo continua a far parte delle selezioni giovanili cinesi, vincendo la medaglia di bronzo al campionato mondiale under 20 2011 e quella d'oro al campionato mondiale under 23 2013, dove viene anche premiata come miglior centrale, riuscendo infine a debuttare in nazionale maggiore in occasione della Coppa asiatica 2014, dove si aggiudica la medaglia d'oro, per poi vincere quella d'argento ai XVII Giochi asiatici e quella d'oro alla Coppa del Mondo 2015 e alla Coppa asiatica 2016.

## Palmarès

### Nazionale (competizioni minori)
- Campionato mondiale under 20 2011
- Campionato mondiale under 23 2013
- Coppa asiatica 2014
- Giochi asiatici 2014
- Montreux Volley Masters 2016
- Coppa asiatica 2016

### Premi individuali
- 2013 - Campionato mondiale under 23: Miglior centrale
- 2016 - Montreux Volley Masters: Miglior centrale